# Ramón Clemente
Ramón Clemente (New York, 11 dicembre 1985) è un cestista statunitense con cittadinanza portoricana.

## Carriera
Con Porto Rico ha disputato due edizioni dei Campionati mondiali (2014, 2019) e due dei Campionati americani (2013, 2015).